# Klara Barlow
Klara Barlow, eigentlich Alma Claire Williams (* 28. Juli 1928 in Brooklyn, New York City; † 20. Januar 2008 in New York City) war eine US-amerikanische Opernsängerin (Sopran).

## Leben
Williams arbeitete zunächst als Sekretärin, Verkäuferin, Rezeptionistin und Model, bevor sie eine Opernkarriere anstrebte. Den Künstlernamen wählte sie auf Anregung eines Zahlensymbolikers, der ihr wegen der Karriere dazu riet. Ihre Stimme ließ sie bei Cecile Jacobson in New York City ausbilden und hatte ihr Konzertdebüt als Koloratursopran 1954 in der Carnegie Hall. Trotz exzellenter Kritiken vermochte sie in Amerika zunächst kein Engagement zu erlangen.
Daher wechselte sie 1961, bereits zweifach geschieden und für eine neunjährige Tochter sorgend, nach Europa, wo sie zunächst in der Schweiz wirkte und sich nach und nach zu einem dramatischen Sopran entwickelte. Schließlich fand ihr dortiges professionelles Operndebüt als Venus in Richard Wagners Tannhäuser 1962 am Stadttheater Bern statt. An den Städtischen Bühnen Oberhausen sang sie dann ab 1963 zwei Jahre das dramatische Sopranrepertoire. 1965 ging sie an das Opernhaus Kiel, wo sie wieder ein Jahr wirkte.
1966 wechselte sie an Walter Felsensteins Komische Oper Berlin. Hier war sie bei der Wiedereröffnung des Hauses die Donna Anna in Mozarts Don Giovanni. Die Produktion wurde vom DFF aufgezeichnet und live übertragen. In dieser Spielzeit sang sie dann auch noch andere Partien mit großem Erfolg.
Anschließend ging Barlow 1967–1969 als führende Sopranistin an das Hessische Staatstheater Wiesbaden und im kommenden Jahr an das Opernhaus Zürich. Hier wurden die Heroinen in den Opern von Richard Wagner, Richard Strauss und Giuseppe Verdi ihre Domäne.
Ihren ersten professionellen Opernauftritt in Amerika hatte sie gleichfalls erst in diesen Jahren, 1969 in der Titelrolle von Verdis Aida, in der Portland Opera und an der Oper von San Diego Opera (Elizabeth in Tannhäuser).
1967 sang Barlow auch ihre erste Isolde in Wagners Tristan und Isolde in Kiel, doch erst ihre Isolde von 1968 beim Festival dei Due Mondi in Spoleto, als Partnerin von Claude Heater als Tristan brachte ihr in dieser Rolle den eigentlichen Durchbruch. Die Produktion in Spoleto wurde vom Komponisten Gian Carlo Menotti sowohl inszeniert als auch dirigiert.
Anschließend galt die Isolde als ihre wichtigste Rolle, die sie in den folgenden sechs Jahren häufig sang, mit besonderem Erfolg auch an der Metropolitan Opera, als Partnerin von Jess Thomas als Tristan (1974); diese Produktion wurde wiederum live im Rundfunk übertragen. Nach der Isolde von Birgit Nilsson war Barlows Interpretation die einer neuen Sängergeneration, in der die Isolde der Barlow auch als attraktive jugendliche Frau im Sinne des Dramas authentische Darstellerin wirkte.
Zuvor hatte sie 1971 auch schon ihr Debüt als Leonore in Beethovens Fidelio gesungen, mit Robert Nagy als Florestan und William Dooley als Don Pizarro, außerdem sang sie auch hier die Donna Anna. Weitere von ihr dort gesungene Rollen waren die Marina Mnischek in Boris Godunow (1975), die Amelia im Maskenball (1975–1976) sowie die Titelrolle in Elektra (1975). 1979 sang sie an der Met schließlich auch Kurt Weills Aufstieg und Fall der Stadt Mahagonny.
Mehrfach war sie nun noch in verschiedenen Wagner-Rollen zu hören, darunter die Freia im Rheingold und die Sieglinde in der Walküre im Ring der Oper von Seattle 1970–1972 sowie ebenda 1976 die Brünnhilde in der Götterdämmerung, eine Rolle, die sie auch in der Dallas Opera 1981 darbot. 1972 sang sie aber auch noch die Belcanto-Partie der Mathilde in einer konzertanten Aufführung von Gioachino Rossinis Wilhelm Tell mit Louis Quilico als Tell. 1973 wagte sie auch an der Bayerischen Staatsoper in München ihr Debüt als Elektra, als Einspringerin für eine erkrankte Kollegin mit nur 17 Stunden Vorbereitungszeit. 1974 war sie an der Mailänder Scala auch als Fata Morgana in Sergei Prokofjews Die Liebe zu den drei Orangen zu erleben, genauso wie als Leonore in Fidelio.
1975 war Barlow in einem Konzert nicht nur mit der großen Leonoren-Arie, sondern auch der Finalszene der Anna Bolena (Donizetti) sowie einer szenischen Darbietung des ersten Monologs der Elektra zu erleben.
In den 1970er Jahren sang Barlow darüber hinaus an der Deutschen Oper Berlin (1970), der Opéra national du Rhin (1970), der Houston Grand Opera (1970), der Wiener Staatsoper (1972 und 1974), der Scottish Opera (1973), dem Teatro Comunale di Bologna (1973), dem Teatro Carlo Felice (1973), dem Teatro Lirico Giuseppe Verdi in Turin (1974), der Lyric Opera of Chicago (1976–1977), der Cincinnati Opera (1978), und der Opera Company of Philadelphia (1981). Weitere Häuser, an denen Barlow auftrat waren die Staatsoper Budapest, das Théâtre du Capitole, Det Kongelige Teater in Kopenhagen, die Canadian Opera Company, die Opera Memphis, der Palacio de Bellas Artes, die Hamburger Staatsoper, die Semperoper, und die Staatsoper Stuttgart. Unter ihren Rollen waren die Abigaile in Nabucco, die Agathe im Freischütz, die Elisabetta in Don Carlos, die Elsa in Lohengrin, die Giulietta in Hoffmanns Erzählungen, die Minnie Falconer in La fanciulla del West, die Senta im Fliegenden Holländer, sowie schließlich die Titelrollen in Arabella, Ariadne auf Naxos, Jenůfa, Norma, Salome, Tosca und Turandot. Ihre Salome wurde auch vom Fernsehen CBC Television aufgezeichnet.
1985–1986 trat Barlow wieder in Europa auf, als Elektra und Leonore am Theater Bremen und als Färberin in Die Frau ohne Schatten in Bielefeld (Regie: John Dew).
1987 übernahm sie an der Indiana University Bloomington eine Professur für Stimmbildung, was sie bis 2002 unterrichtete. Bis Mitte der 1990er Jahre war sie noch auf der Bühne zu erleben, auch in Uraufführungen.

## Filmografie
- 1966: Don Giovanni (Theateraufzeichnung)

## Weblink
- Klara Barlow auf isoldes-liebestod.net

| Personendaten    | Personendaten                           |
| ---------------- | --------------------------------------- |
| NAME             | Barlow, Klara                           |
| ALTERNATIVNAMEN  | Williams, Alma Claire (wirklicher Name) |
| KURZBESCHREIBUNG | US-amerikanische Opernsängerin (Sopran) |
| GEBURTSDATUM     | 28. Juli 1928                           |
| GEBURTSORT       | Brooklyn, New York City                 |
| STERBEDATUM      | 20. Januar 2008                         |
| STERBEORT        | New York City                           |